# Scottish League Two
La Scottish League Two è la quarta divisione del campionato scozzese di calcio, la più bassa a carattere professionistico e tra quelle organizzate dalla Scottish Professional Football League. Il campionato fu creato col nome di Scottish Third Division nel 1994 in seguito alla scrematura dei ranghi di tutte le categorie sovrastanti e all'ammissione fra i professionisti di due nuovi club. Il nome odierno risale al 2013 e al rilancio commerciale del calcio scozzese.
Al campionato ha aderito per questioni logistiche anche un club inglese, il Berwick Rangers, fino alla sua retrocessione nel 2019.

## Formula
Oggi come all'atto della fondazione, vi partecipano 10 squadre che si affrontano per 4 volte. Il sistema dei punti è quello tradizionale: 3 punti per la vittoria, 1 per il pareggio e 0 per la sconfitta.
La prima classificata viene direttamente promossa in Scottish League One, mentre la seconda, la terza e la quarta accedono ai play-off insieme alla penultima classificata della League One.
Originariamente, in League Two non esisteva retrocessione sul campo ma solo l'esclusione per motivi finanziari correlata ad un'eventuale richiesta da parte di un club dilettantistico di entrare nella lega, unita al soddisfacimento dei gravosi adempimenti legali, economici ed infrastrutturali richiesti, nonché al voto favorevole delle squadre già affiliate. Tale chiusura all'americana fu per lungo tempo criticata in quanto in contrasto con il carattere pubblico del calcio europeo. Tale anomalia fu sanata in occasione della fondazione della SPFL, che stabilì un test-match fra l'ultima classificata in League Two e la miglior formazione semiprofessionistica del paese, pur riservandosi di valutare la solidità economica del club vincente la sfida.

## Storia
Nel 1994 venne introdotta la Scottish Third Division. Sino al 1998, questo campionato fu contemporaneamente il quarto per importanza della pyramid e della Scottish Football League, poi con la nascita della Scottish Premier League divenne il terzo livello della SFL. Il Forfar Athletic fu il primo club a laurearsi campione, salendo così in Second Division insieme al Montrose, secondo classificato. La formula della Third Division non venne mutata fino al 2005-2006, tranne che nel 1999-2000, quando anche la terza classificata fu promossa a causa dell'ampliamento dei ranghi della SPL e, curiosamente, si trattava ancora del Forfar Athletic.
Dal 2005-2006 solo la vincitrice del campionato è promossa direttamente in Second Division, mentre la 2ª, 3ª e 4ª classificata disputano i play-off unitamente alla penultima classificata della divisione superiore. Proprio quest'ultima, l'Alloa Athletic, fu la prima vincitrice dei play-off, superando in finale i Berwick Rangers. Nel 2006-2007 il Queen's Park fu la prima formazione di Third Division ad imporsi nella post season, dopo aver concluso al 3º posto il campionato ed aver sconfitto in finale l'East Fife.
Una situazione particolare ebbe luogo nel 2012 allorquando oltre all'Alloa Athletic, campione in carica, la promozione fu appannaggio anche dello Stranraer che, seppur sconfitto nella finale play-off dal club di Second degli Albion Rovers, fu ripescato grazie alla retrocessione a tavolino dei Rangers in Third Division, che liberò un posto nella Scottish Second Division 2012-2013.
Nel 2013 il campionato cambiò nome senza modificare la sostanza, ispirandosi alle denominazioni in uso in Inghilterra e in Italia.

## Partecipanti stagione 2024-2025
- Bonnyrigg Rose
- Clyde
- East Fife
- Edinburgh
- Elgin City
- Forfar Athletic
- Peterhead
- Spartans
- Stirling Albion
- Stranraer

## Albo d'oro
| Stagione  | Vincitore           | Promosse                  |
| --------- | ------------------- | ------------------------- |
| 1994-1995 | Forfar Athletic     | Montrose                  |
| 1995-1996 | Livingston          | Brechin City              |
| 1996-1997 | Inverness           | Forfar Athletic           |
| 1997-1998 | Alloa Athletic      | Arbroath                  |
| 1998-1999 | Ross County         | Stenhousemuir             |
| 1999-2000 | Queen's Park        | Berwick Rangers           |
| 2000-2001 | Hamilton Academical | Cowdenbeath               |
| 2001-2002 | Brechin City        | Dumbarton                 |
| 2002-2003 | Greenock Morton     | East Fife                 |
| 2003-2004 | Stranraer           | Stirling Albion           |
| 2004-2005 | Gretna              | Peterhead                 |
| 2005-2006 | Cowdenbeath         | -                         |
| 2006-2007 | Berwick Rangers     | Queen's Park              |
| 2007-2008 | East Fife           | Arbroath Stranraer        |
| 2008-2009 | Dumbarton           | Stenhousemuir Cowdenbeath |
| 2009-2010 | Livingston          | Forfar Athletic           |
| 2010-2011 | Arbroath            | Albion Rovers             |
| 2011-2012 | Alloa Athletic      | Stranraer                 |
| 2012-2013 | Rangers             | -                         |
| 2013-2014 | Peterhead           | Stirling Albion           |
| 2014-2015 | Albion Rovers       | -                         |
| 2015-2016 | East Fife           | Queen's Park              |
| 2016-2017 | Arbroath            | Forfar Athletic           |
| 2017-2018 | Montrose            | Stenhousemuir             |
| 2018-2019 | Peterhead           | Clyde                     |
| 2019-2020 | Cove Rangers        | -                         |
| 2020-2021 | Queen's Park        | -                         |
| 2021-2022 | Kelty Hearts        | Edinburgh                 |
| 2022-2023 | Stirling Albion     | Annan Athletic            |
| 2023-2024 | Stenhousemuir       | Dumbarton                 |
| 2024-2025 | Peterhead           | East Fife                 |